# DN39C
De DN39C (Drum Național 39C of Nationale weg 39C) is een weg in Roemenië. Hij loopt van de DN39 naar de badplaats Neptun. De weg is 2,3 kilometer lang.